# Манастир свете Олге Кијевске
Манастир свете Олге Кијевске, познат и као Олгин манастир (рус. Ольгин монастырь) православни је женски манастир Руске православне цркве. Манастир се налази у селу Волговерховје на северозападу Тверске области, односно на северозападу Осташковског рејона. Посвећен је светој кнегињи Олги Кијевској.
Претеча данашњег манастира био је мушки манастир посвећен Преображењу Господњем, а изграђен по налогу руског цара Алексеја Михајловича на самом извору Волге 1649. године. Међутим тај манастир је у потпуности уништен у великом пожару 1724. (или 1727) године и о његовој обнови није се размишљало све до краја XIX века.
Године 1897. на иницијативу тверског губернатора Николаја Голицина, а уз благослов архиепископа Тверског и Кашинског Димитрија започели су радови на обнови манастира. Манастир је пуштен у службу 29. маја 1912. када је освештана главна манастирска црква посвећена Преображењу Господњем (црква је зидана од црвене цигле).
Манастир су 1928. године затвориле совјетске власти, а током Другог светског рата главна манастирска црква је служила као коњушница. Сестринство Олгинског манастира обновило је своју службу у децембру 1999, а неколико година раније 9. јула 1995. Патријарх московски Алексије II освештао је капелицу на изворишту Волге која се налази у склопу манастира. У оквиру манастира налази се и дрвена црква посвећена Светом Николи.
Манастир се данас налази на листи заштићених културно-историјских добара Руске Федерације.

## Галерија
- Црква Преображења Господњег
- Дрвена црквица Светог Николе
- На извору Волге
- Детаљ из дрвене капелице
- Капелица на извору Волге